# توهرو فوکویاما
توهرو فوکویاما (انگلیسی: Tohru Fukuyama؛ زادهٔ ۱۹۴۸) شیمیدان اهل ژاپن است. وی به دلیل کشف واکنش جفت‌شدن فوکویاما در شیمی آلی در سال ۱۹۹۸ شناخته شده‌است.
فوکویاما در مقطع لیسانس (۱۹۷۱) و کارشناسی ارشد (۱۹۷۳) در دانشگاه ناگویا شیمی تحصیل کرد. بعنوان دانشجوی فارغ‌التحصیل، سپس در دانشگاه هاروارد مشغول به کار شد، جایی که در سال ۱۹۷۷ دکترای خود را به عنوان دانشجوی دانشگاهی یوشیتو کیشی دریافت کرد. تا سال ۱۹۷۸، تحقیقات خود را به عنوان دکترا در گروه شیمی دانشگاه هاروارد ادامه داد و سپس به عنوان استادیار به دانشگاه رایس نقل مکان کرد، جایی که در سال ۱۹۸۸ موفق به کسب مقام یک صندلی شد. در سال ۱۹۹۵، او از دانشگاه توکیو ژاپن استادی را در علوم دارویی پذیرفت. از سال ۲۰۱۳، فوکویاما به عنوان استاد دانشگاه ناگویا مشغول به کار است - به‌طور دقیق تر: استاد تعیین شده علوم دارویی.
جایزه نوبل سال ۲۰۱۵ در فیزیولوژی یا برنده پزشکی Satoshi Ōmura دوست قدیمی او است.